# Discontinuidad (filosofía)
Para Michel Foucault (1926-1984), la discontinuidad y la continuidad reflejan el flujo de la historia y el hecho de que algunas "cosas ya no son percibidas, descritas, expresadas, caracterizadas, clasificadas y conocidas de la misma manera" de una era a la siguiente. (1994)

## Explicación
Al desarrollar su teoría de la arqueología del saber, Foucault trató de investigar los códigos fundamentales que una cultura utiliza para construir la episteme, o la configuración del saber, determinada por los órdenes empíricos y las prácticas sociales de cada era histórica en particular. Foucault adoptó la discontinuidad como una herramienta de trabajo de validación. Según este enfoque, parte del discurso es regular y continuo respecto al tiempo. El conocimiento se acumula, y la sociedad va estableciendo gradualmente lo que constituye la verdad o la razón para el presente. No obstante, en la transición de una era a la siguiente se producen superposiciones, sobresaltos y discontinuidades, cuando la sociedad reconfigura su discurso a las nuevas circunstancias históricas.
Esta herramienta juega un papel funcional de expansión en la genealogía. Es la siguiente fase al análisis del discurso, y tiene como fin el de asimilar la complejidad del uso del poder y sus efectos. Foucault concibe el poder como medio para constituir la identidad del individuo y determinar los límites de su autonomía. Ello es reflejado en la relación de simbiosis que establece entre poder (pouvoir) y saber (savoir). En su estudio de prisiones y hospitales, observó cómo el individuo moderno se convierte tanto en objeto como sujeto de saber. La ciencia emerge como medio para dirigir y dar forma a la vida. Por ejemplo, la concepción moderna de la sexualidad emerge de los códigos morales del Cristianismo, de la psicología como ciencia, de la ley y las estrategias policiales y judiciales para su aplicación, del tratamiento dado por los medios de comunicación sobre el asunto, del sistema educativo, etcétera. Estas son formas encubiertas de dominación (si no de opresión), y su influencia no es sólo patente en lo que se dice sino, de forma más importante, en lo que no se dice: en todos los silencios y lagunas, en todas las discontinuidades.